# Andrea Galassini

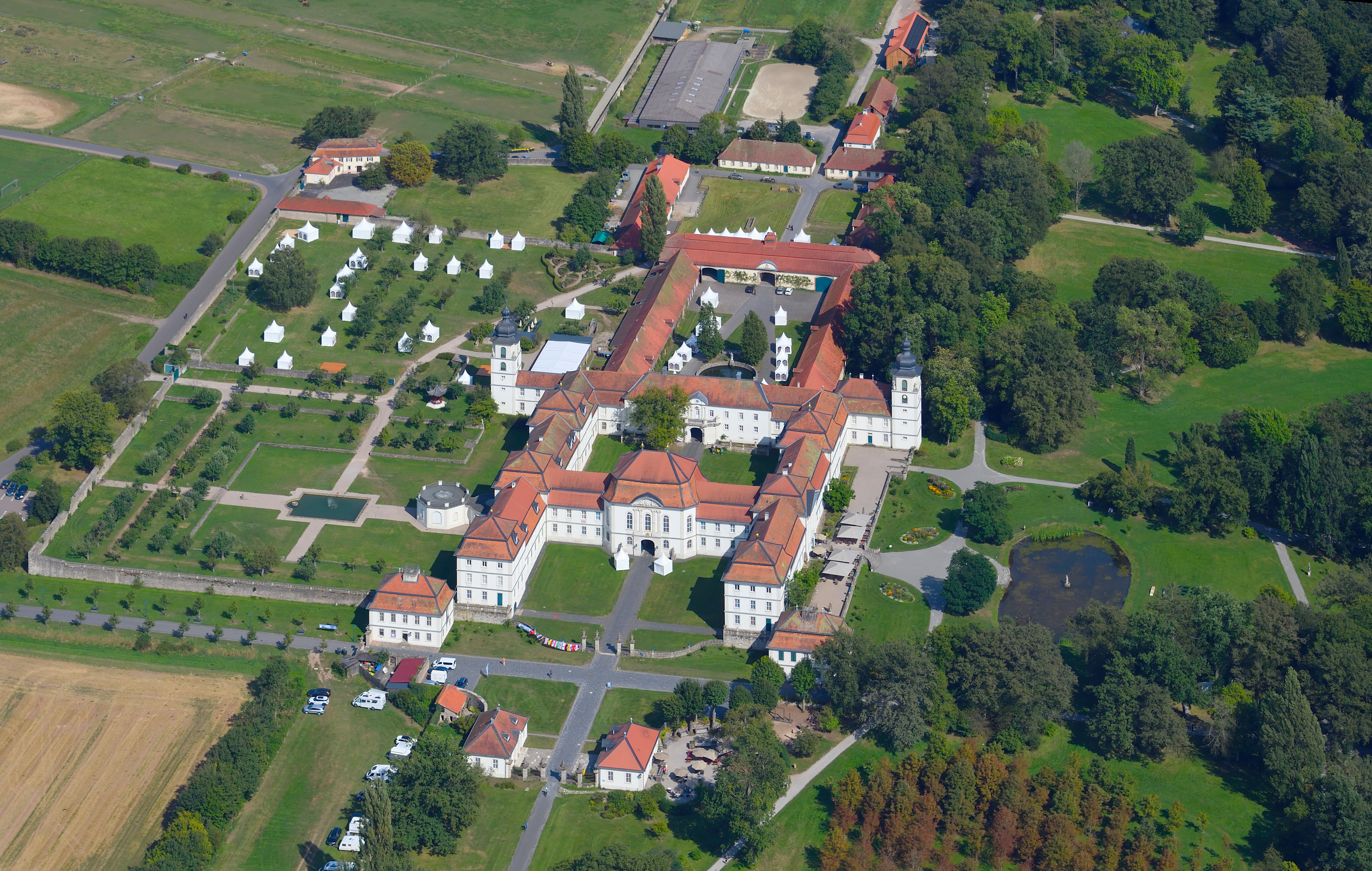
Eichenzell, residenza estiva

Andrea Galassini, o Gallasini (Lugano, 30 dicembre 1680 – Schrozberg, 10 febbraio 1766), è stato un architetto e stuccatore svizzero-italiano.

## Biografia
Nato a Lugano, fu attivo in Germania, noto anche come Andreas Gallasini. Emigra in giovane età a Würzburg per imparare il mestiere. Lavora nei castelli di Meiningen (forse nel 1706), Neuwied (1710-1712), Weilburg (1711-1712), Bad Arolsen (1715-1719), Bad Wildungen (1715-1719) e nel palazzo municipale di Bad Karlshafen nel 1718 circa).
Nel 1720 lavora a Fulda: opera nel castello, nella sala imperiale, nel maneggio d'inverno ed in numerosi altri edifici della città, come pure dal 1750 si impegna nel rifacimento barocco del castello di Bartenstein per conto dei principi di Hohenlohe-Bartenstein.